# 13K busz (Kecskemét)
A kecskeméti 13K jelzésű autóbusz a Széchenyi tér és a Knorr–Bremse között közlekedik. A viszonylatot a Kecskeméti Közlekedési Központ megrendelésére az Inter Tan-Ker Zrt. üzemelteti.

## Útvonala
| Knorr-Bremse felé | Széchenyi tér felé |
| --- | --- |
| Széchenyi tér vá. – Szilády Károly körút – Kölcsey utca – Dobó István körút – Horváth Döme körút – Mezei utca – Juhász utca – Bodzai utca – Külső Szegedi út – Kiskunfélegyházai út – Georg Knorr utca – Momofuku utca – Georg Knorr utca – Knorr-Bremse vá. | (Nissin Foods vá. – Momofuku utca – Georg Knorr utca –) Knorr-Bremse vá. – Georg Knorr utca – Kiskunfélegyházai út – Külső Szegedi út – Bodzai utca – Juhász utca – Mezei utca – Bajcsy-Zsilinszky Endre körút – Csányi János körút – Koháry István körút – Hornyik János körút – Széchenyi tér vá. |

## Megállóhelyei
| 13K (Széchenyi tér ◄► Knorr–Bremse ◄ Nissin Foods) | 13K (Széchenyi tér ◄► Knorr–Bremse ◄ Nissin Foods) | 13K (Széchenyi tér ◄► Knorr–Bremse ◄ Nissin Foods) | 13K (Széchenyi tér ◄► Knorr–Bremse ◄ Nissin Foods) | 13K (Széchenyi tér ◄► Knorr–Bremse ◄ Nissin Foods) | 13K (Széchenyi tér ◄► Knorr–Bremse ◄ Nissin Foods) | 13K (Széchenyi tér ◄► Knorr–Bremse ◄ Nissin Foods) | 13K (Széchenyi tér ◄► Knorr–Bremse ◄ Nissin Foods)                                                                             |
| Perc (↓)                                           | Perc (↓)                                           | Perc (↓)                                           | Megállóhely                                        | Perc (↑)                                           | Perc (↑)                                           | Perc (↑)                                           | Átszállási kapcsolatok |
| -------------------------------------------------- | -------------------------------------------------- | -------------------------------------------------- | -------------------------------------------------- | -------------------------------------------------- | -------------------------------------------------- | -------------------------------------------------- | --- |
| 0                                                  | 0                                                  | 0                                                  | Széchenyi tér végállomás                           | 13                                                 | 14                                                 | 14                                                 | 2, 2A, 2D, 2S, 3, 3A, 4, 4A, 4C, 5, 6, 7, 7C, 9, 10, 11, 11A, 12, 13, 13D, 14, 16, 18, 20, 20H, 23, 23A, 28, 29, 34A, 169, 916 |
| ∫                                                  | ∫                                                  | ∫                                                  | Katona József Színház                              | 10                                                 | 11                                                 | 11                                                 | 1, 2, 2A, 2D, 2S, 3, 3A, 4, 4A, 4C, 6, 7, 7C, 11, 11A, 12, 13, 15, 18, 19, 20H, 23, 23A, 28, 32 Helyközi buszok                |
| 2                                                  | 2                                                  | 2                                                  | Dobó körút                                         | ∫                                                  | ∫                                                  | ∫                                                  | 1, 2, 2A, 2D, 2S, 4, 4A, 4C, 6, 7, 7C, 11, 11A, 13, 13D, 15, 19, 28, 32 Helyközi buszok                                        |
| 3                                                  | 3                                                  | 3                                                  | Mezei utca                                         | 9                                                  | 10                                                 | 10                                                 | 7, 7C, 13, 13D, 21 |
| 4                                                  | 4                                                  |                                                    | Kinizsi utca                                       | 8                                                  | 9                                                  | 9                                                  | 7, 7C, 13, 14D |
| 5                                                  | 5                                                  | Élelmiszerbolt                                     | 7                                                  | 8                                                  | 8                                                  | 7, 7C, 13, 14D                                     | |
| 6                                                  | 6                                                  | Petőfi Nyomda                                      | 6                                                  | 7                                                  | 7                                                  | 7, 13, 14D                                         | |
| 7                                                  | 7                                                  | Kenyérgyár                                         | 5                                                  | 6                                                  | 6                                                  | 7, 13, 14D                                         | |
| 8                                                  | 8                                                  | Agrikon                                            | 4                                                  | 5                                                  | 5                                                  | 7, 13, 14D                                         | |
| 9                                                  | ∫                                                  | VER–BAU                                            | ∫                                                  | 4                                                  | ∫                                                  | 7, 13                                              | |
| 11                                                 | 9                                                  | Szélmalom Csárda                                   | 2                                                  | 2                                                  | 3                                                  | 7, 12D, 13D, 14D, 21D Helyközi buszok              | |
| 12                                                 | 10                                                 | 7                                                  | AXON                                               | 1                                                  | 1                                                  | 2                                                  | 7, 7C, 15D |
| 13                                                 | 11                                                 | 8                                                  | Nissin Foods                                       | ∫                                                  | ∫                                                  | ∫                                                  | 7, 7C |
| 14                                                 | 12                                                 | 9                                                  | Knorr–Bremse végállomás                            | 0                                                  | 0                                                  | 1                                                  | 7, 7C, 15D Helyközi buszok |
|                                                    |                                                    |                                                    | Nissin Foods induló végállomás                     |                                                    |                                                    | 0                                                  | |